# Erik Palmer-Brown
Erik Ross Palmer-Brown (ur. 24 kwietnia 1997 w Napoleon) – amerykański piłkarz występujący na pozycji środkowego obrońcy, reprezentant Stanów Zjednoczonych, od 2023 roku zawodnik greckiego Panathinaikosu.